# Noricum-Skandal
Der Noricum-Skandal bzw. die Noricum-Affäre ist der Sammelbegriff für illegale, später von der Justiz und einem parlamentarischen Untersuchungsausschuss untersuchte Waffenlieferungen des österreichischen VÖEST-Tochterunternehmens Noricum Anfang der 1980er Jahre. Empfänger der Artilleriegeschütze vom Typ GHN-45 waren die beiden Kriegsparteien des Ersten Golfkriegs, die Staaten Irak und Iran.

## Illegale Waffenexporte in kriegführende Länder
Zwischen 1981 und 1983 belieferte Noricum den Irak über das getarnte Empfängerland Jordanien mit Artilleriegeschützen des Typs Gun Howitzer Noricum (GHN-45). Dies war, ebenso wie die späteren Waffenlieferungen an den Iran über Libyen, ein klarer Verstoß gegen ein gerade erst verschärftes Bundesgesetz, das Waffenlieferungen an kriegführende Staaten untersagte, und in der Folge auch gegen das Strafrecht.
Die beiden Golfkriegsparteien Iran und Irak sollen mit 340 Geschützen GHN-45 beliefert worden sein, wovon an den Iran 140 gegangen sein sollen.

## Verdacht und Aufdeckung
Schon Anfang Juli 1985 hatte der österreichische Botschafter in Athen, Herbert Amry, mit Fernschreiben und Telegrammen das österreichische Außenministerium wiederholt über Hinweise auf illegale österreichische Waffenexporte in den Iran informiert. Er hatte bei einer internationalen Waffenmesse in Griechenland Noricum-Manager bei Verhandlungen mit Kunden aus kriegführenden Staaten beobachtet. Am 12. Juli 1985 starb der 46-jährige Amry unter mysteriösen Umständen, nachdem er zuvor seinen Presseattaché Ferdinand Hennerbichler gewarnt hatte, dass man sie beide umbringen wolle, weil sie illegale Waffengeschäfte aufgedeckt und an das österreichische Außenministerium gemeldet hatten. Amrys plötzlicher Tod verhinderte sein für 13. Juli geplantes Treffen mit jenem Waffenhändler, der Amry über die illegalen Geschäfte informiert hatte.

„Offizielle Todesursache in der Causa Amry: Herzversagen. Rasch wurde die Leiche eingeäschert, bis heute ist der wahre Hergang nicht aufgeklärt. Amry hatte mehrmals das Außenamt in Wien über seinen Verdacht informiert, aber bis heute ist ungeklärt, ob die Fernschreiben überhaupt je bis zum damaligen Außenminister Leopold Gratz gelangt waren. Das vierte – und entscheidende – Amry-Telegramm verschwand irgendwo im Innenministerium. Die Buchautoren Kurt Tozzer und Günther Kallinger fanden erst 1999 im Zuge von Recherchen für ihr Buch Todesfalle Politik einen Amry-Verschlussakt im Außenamt.“

Am 30. August 1985 konnten von Reportern der Zeitschrift Basta in einem jugoslawischen Adriahafen Fotografien von einer Ladung Kanonen, die für den Iran bestimmt waren, angefertigt werden. Ende 1985 veröffentlichte Basta schließlich ihr vorliegende Informationen und machte damit den Noricum-Skandal einer breiten Öffentlichkeit bekannt.

## Politische und juristische Folgen
Im Zusammenhang mit der Lucona-Affäre, aber auch wegen des Noricum-Skandals trat Innenminister Karl Blecha im Februar 1989 zurück.
Die rechtswidrigen Waffenverkäufe, und der Verdacht auf eine einhergehende Beteiligung von führenden österreichischen Politikern, führten am 27. September 1989 zur Einsetzung eines parlamentarischen Untersuchungsausschusses gegen die Stimmen der SPÖ.
Die verantwortlichen Manager wurden 1991/93 bzw. 1994/95 wegen Neutralitätsgefährdung unter bedingter Strafnachsicht verurteilt. Von den involvierten Politikern wurden Bundeskanzler Fred Sinowatz und Außenminister Leopold Gratz freigesprochen; Innenminister Karl Blecha wurde verurteilt und erhielt unter anderem wegen Urkundenunterdrückung eine neunmonatige Haftstrafe, die für eine Probezeit von drei Jahren bedingt nachgesehen wurde.
Die Unterlagen im Umfang von 300.000 Aktenseiten befinden sich im oberösterreichischen Landesarchiv und stehen unter Verschluss. Sie sind daher einer wissenschaftlichen Aufarbeitung nicht zugänglich, was weiterhin Nährboden für Spekulationen um verschiedene Vorgänge und Folgen der Waffenverkäufe bietet.